# Kehl
Kehl is een plaats in de Duitse deelstaat Baden-Württemberg, gelegen in het Ortenaukreis. De stad telt 36.947 inwoners.

## Geografie
Kehl heeft een oppervlakte van 75,06 km² en ligt in het zuidwesten van Duitsland. In het westen wordt Kehl begrensd door de Rijn, die daar de natuurlijke grens met Frankrijk vormt. Aan de overzijde van de Rijn ligt Straatsburg. Door de nabijheid van Straatsburg is het Frans een gebruikelijke taal in Kehl, die veel op straat gehoord wordt.

## Geschiedenis
Na de capitulatie van Straatsburg (1681) werd Kehl een Franse vesting. Deze werd in 1815 ontmanteld.

Na de Tweede Wereldoorlog werd de plaats door de Fransen bezet en tussen 1949 en 1953 door Frankrijk in etappes teruggegeven aan West-Duitsland.

## Cultuur
Kehl en Straatsburg delen de Tuin van de Twee Oevers (Duits: Garten der Zwei Ufer, Frans: Jardin des Deux Rives). Deze tuin is in 2004 geopend als onderdeel van de Landesgartenschau, een tuinbouwtentoonstelling. Om de twee oevers wederzijds bereikbaar te maken is de Passerelle des deux Rives (Duits: Brücke der zwei Ufer of ook Passerelle des deux Rives, Frans ook: Passerelle Mimram) aangelegd, een markante voetgangers- en fietsersbrug die is ontworpen door architect Marc Mimram.

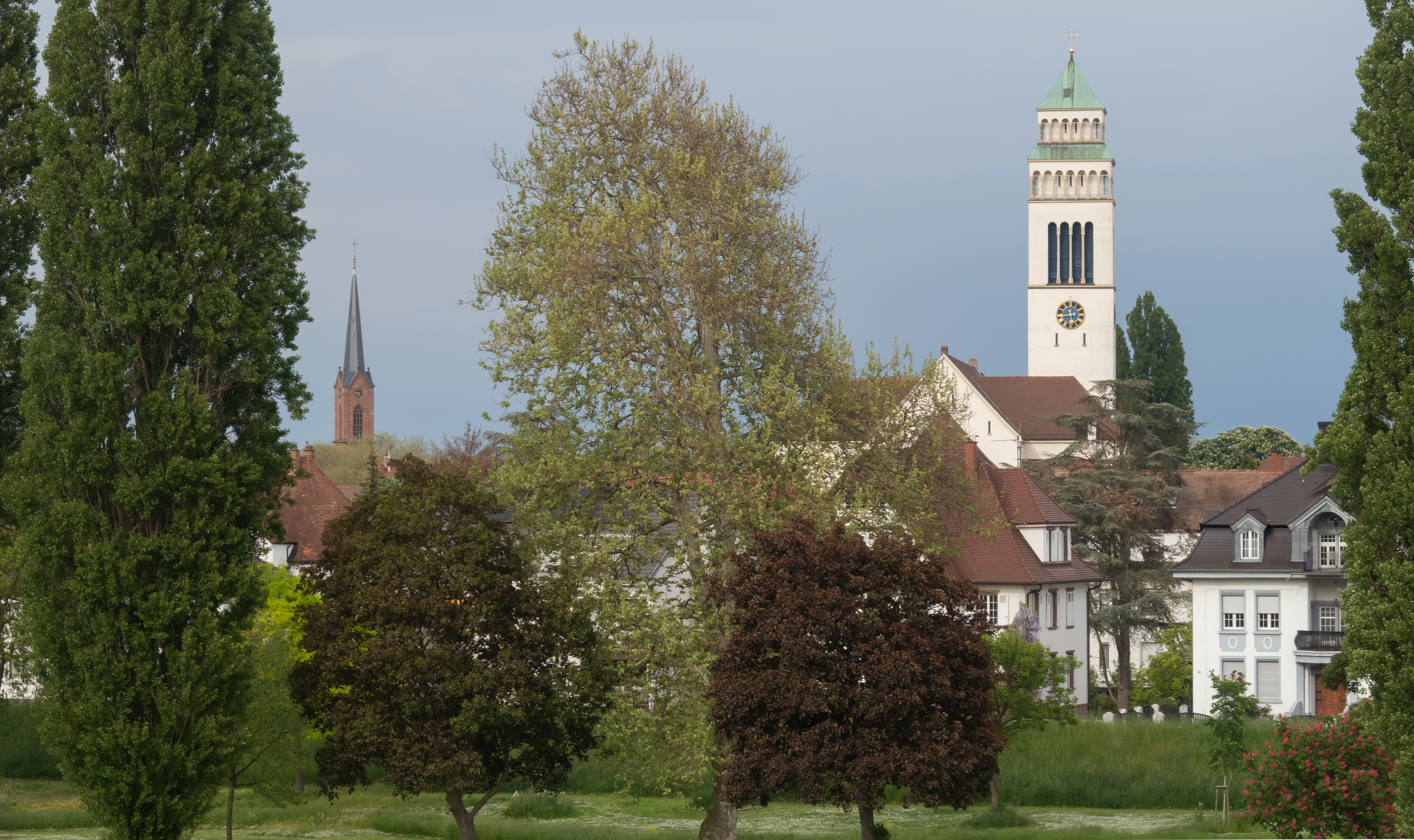
Kehl, twee kerken (Sankt-Nepomukkirche en de Friedenskirche) vanaf de brug (Brücke der Zwei Ufer)

## Verkeer en vervoer

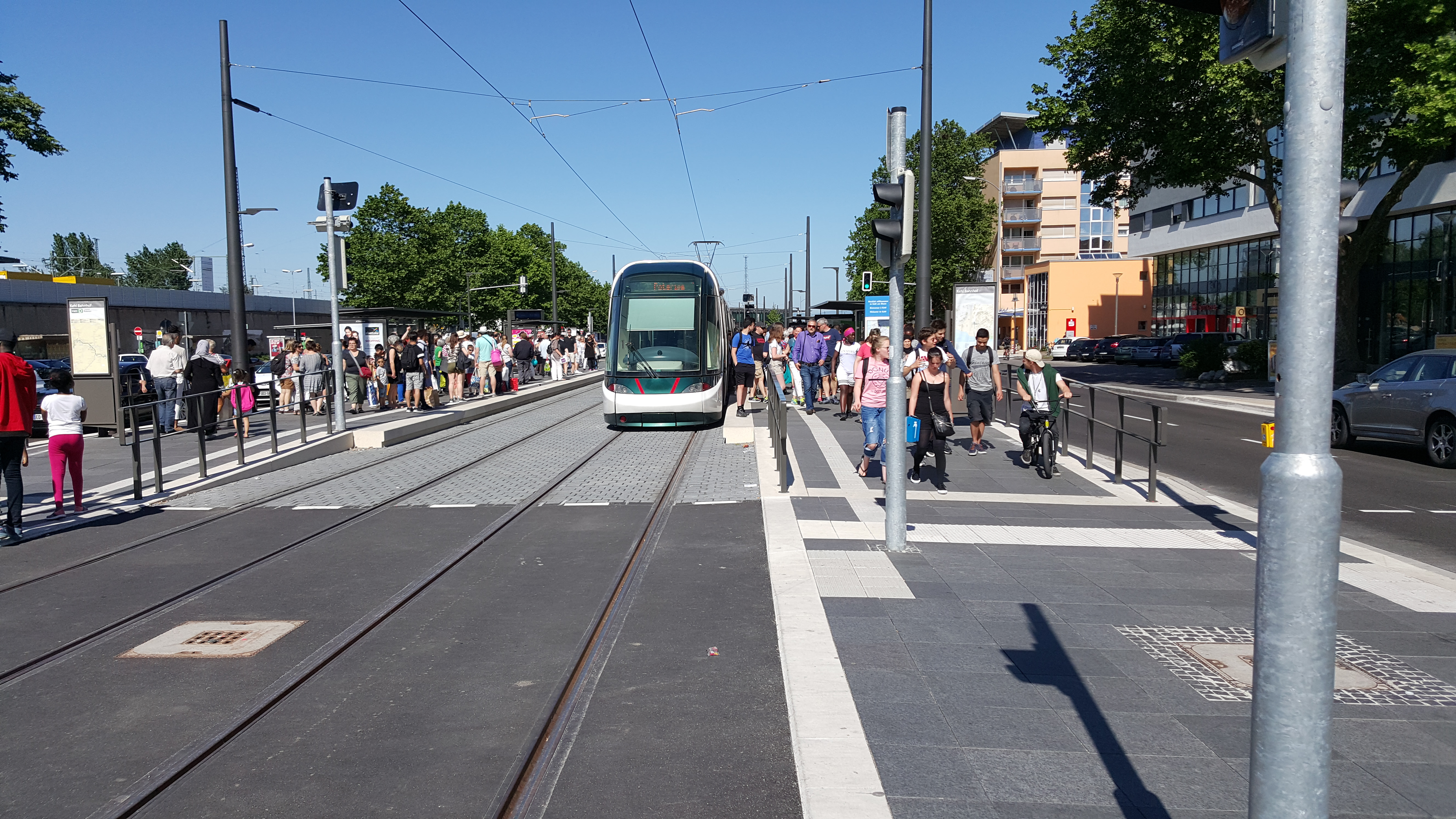
Tramhalte station Kehl 2017

Kehl kent sinds 2017 weer een tramverbinding, lijn D naar Straatsburg, die er al eerder was toen Straatsburg nog Duits was. De tramdienst is vrij regelmatig, met op werkdagen overdag vier trams per uur tussen Kehl Rathaus via Kehl Bahnhof naar Poteries in Straatsburg v.v. De treinverbinding tussen Kehl en Straatsburg is minder regelmatig.

## Geboren
- Jean-Jacques Favier (1949-2023), Frans ruimtevaarder

Achern ·
Appenweier ·
Bad Peterstal-Griesbach ·
Berghaupten ·
Biberach ·
Durbach ·
Ettenheim ·
Fischerbach ·
Friesenheim ·
Gengenbach ·
Gutach (Schwarzwaldbahn) ·
Haslach im Kinzigtal ·
Hausach ·
Hofstetten ·
Hohberg ·
Hornberg ·
Kappel-Grafenhausen ·
Kappelrodeck ·
Kehl ·
Kippenheim ·
Lahr/Schwarzwald ·
Lauf ·
Lautenbach ·
Mahlberg ·
Meißenheim ·
Mühlenbach ·
Neuried ·
Nordrach ·
Oberharmersbach ·
Oberkirch ·
Oberwolfach ·
Offenburg ·
Ohlsbach ·
Oppenau ·
Ortenberg ·
Ottenhöfen im Schwarzwald ·
Renchen ·
Rheinau ·
Ringsheim ·
Rust ·
Sasbach ·
Sasbachwalden ·
Schuttertal ·
Schutterwald ·
Schwanau ·
Seebach ·
Seelbach ·
Steinach ·
Willstätt ·
Wolfach ·
Zell am Harmersbach